# Série de championnat de la Ligue américaine de baseball

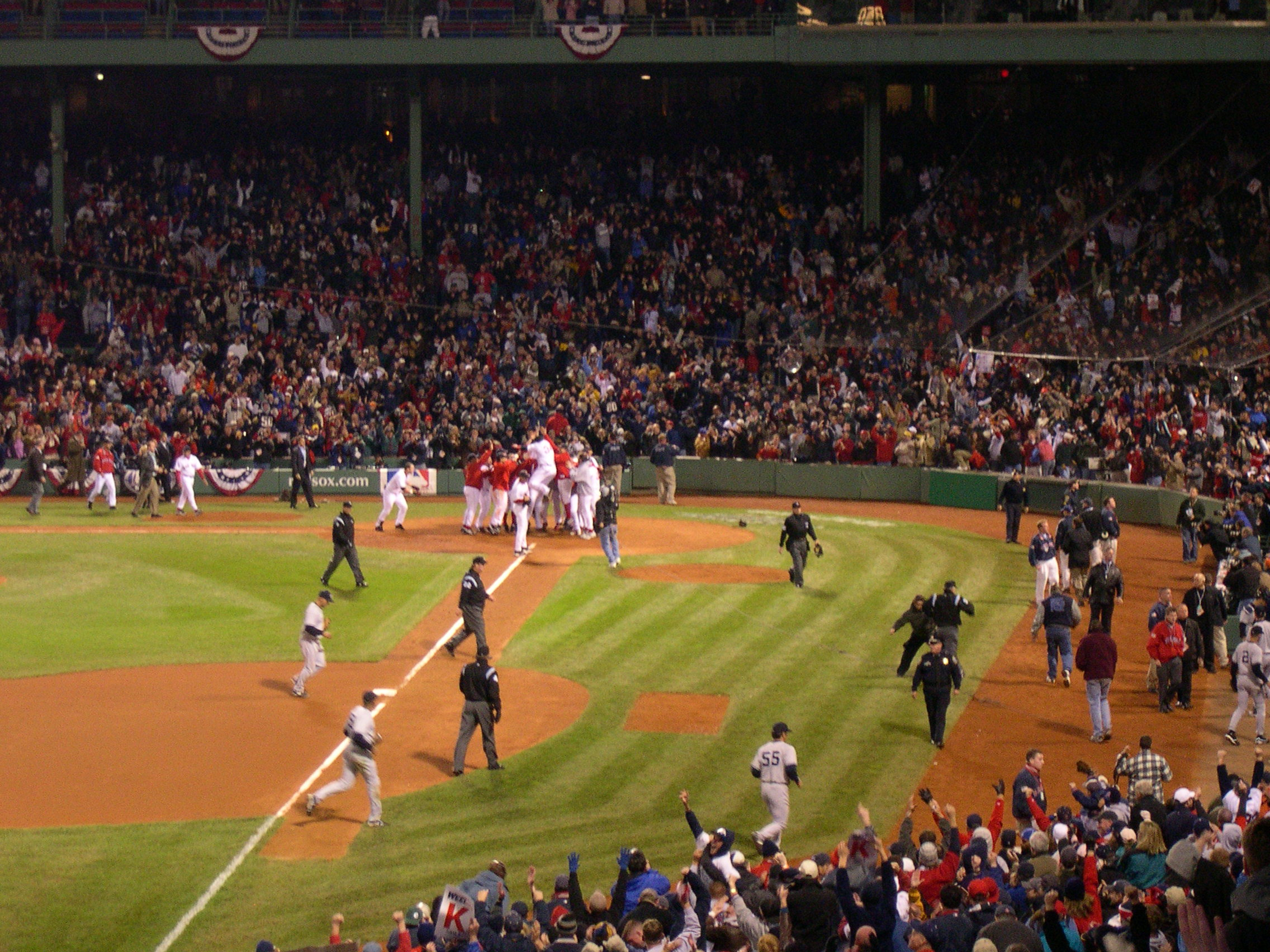
David Ortiz saute à la maison après avoir frappé le home run qui a mis fin au match!

En Ligue majeure de baseball, la Série de championnat de la Ligue américaine est la finale la Ligue américaine. Le vainqueur de cette série éliminatoire, aujourd'hui disputée au meilleur de sept parties, accède à la Série mondiale qui l'opposera au champion de la Ligue nationale, déterminé par la Série de championnat de la Ligue nationale.
Les champions en titre de la Ligue américaine sont les Astros de Houston depuis leur victoire en Série de championnat 2017.
Le club champion reçoit le trophée William Harridge, nommé en l'honneur de l'ancien président de la Ligue américaine, qui fut en poste de 1931 à 1958.

## Avant la Série de championnat
Avant 1969, le champion de la Ligue Américaine était déterminé par le meilleur bilan victoires-défaites à l'issue de la saison régulière. Si deux équipes terminaient à égalité, un match de barrage avait lieu pour départager les deux clubs. Ce match exceptionnel a eu lieu à une seule occasion, en 1948.

## 1969 à 1984
À partir de 1969, lorsque les deux ligues, Nationale et Américaine, furent réorganisées en deux divisions (Est et Ouest), les deux champions de division de chaque ligue devaient se mesurer dans une série au meilleur des 5 matchs, appelée Série de championnat, l'équipe victorieuse accédant à la Série mondiale.

## 1985 à 1994
Depuis 1985, les Séries de championnat se disputent au meilleur des 7 matchs.
Depuis l'instauration des séries au meilleur des 7 matchs, les séries de championnat des deux ligues sont toujours disputées selon une séquence 2-3-2 : les deux premières rencontres se disputent dans la ville de l'équipe ayant obtenu le meilleur bilan victoires-défaites en saison régulière, puis les trois parties suivantes (le cinquième match est facultatif) dans le stade de l'équipe n'ayant pas obtenu l'avantage du terrain. Les deux derniers matchs, s'ils s'avèrent nécessaires, se jouent dans le stade de la meilleure des deux formations en saison régulière. Si deux équipes se mesurant en éliminatoires ont conservé des fiches identiques en saison, on les départage en donnant l'avantage du terrain à celle qui est sortie victorieuse des affrontements entre les deux formations en saison régulière.

## Depuis 1995
En 1994, les ligues Américaine et Nationale furent restructurées en trois divisions chacune. Les ligues majeures décidèrent de rompre avec la tradition et de permettre à quatre équipes par ligue, plutôt que deux, d'accéder aux séries éliminatoires. Il fallut donc créer des Séries de divisions préalables aux Séries de championnat, auxquelles participent les champions des divisions Est, Ouest et Centrale, ainsi qu'une équipe qualifiée comme "meilleur deuxième" (en anglais : wild card). Le meilleur deuxième n'a jamais l'avantage du terrain.
Le réalignement des divisions est établi en 1994 mais une grève des joueurs déclenchée en août met fin à la saison régulière prématurément et entraîne l'annulation des séries éliminatoires. Le nouveau format de séries éliminatoires n'est donc mis en pratique pour la première fois qu'en 1995 et c'est cette année-là que les Séries de division sont jouées pour la première fois avant la Série de championnat.

## Joueur par excellence
La récompense du joueur le plus utile de la Série de championnat de la Ligue américaine est remise annuellement au joueur le plus méritoire de la série. Il reçoit le trophée Lee MacPhail, nommé en l'honneur de celui qui fut président de la Ligue américaine de 1974 à 1984. Le prix fut créé en 1977 dans la Ligue nationale mais n'est remis en Ligue américaine qu'à partir de 1980. Le joueur méritant le reçoit dans les instants suivant le dernier match de la série.

## Liste des Séries de championnat de la Ligue américaine
En gras, l'équipe ayant remporté la Série mondiale la même année.
| Année | Équipe gagnante                                                 | Victoires-défaites                                              | Équipe perdante                                                 | Joueur par excellence                                           |                                                                 |
| ----- | --------------------------------------------------------------- | --------------------------------------------------------------- | --------------------------------------------------------------- | --------------------------------------------------------------- | --------------------------------------------------------------- |
| 1969  | Orioles de Baltimore                                            | 3-0                                                             | Twins du Minnesota                                              | —                                                               |                                                                 |
| 1970  | Orioles de Baltimore                                            | 3-0                                                             | Twins du Minnesota                                              | —                                                               |                                                                 |
| 1971  | Orioles de Baltimore                                            | 3-0                                                             | Athletics d'Oakland                                             | —                                                               |                                                                 |
| 1972  | Athletics d'Oakland                                             | 3-2                                                             | Tigers de Détroit                                               | —                                                               |                                                                 |
| 1973  | Athletics d'Oakland                                             | 3-2                                                             | Orioles de Baltimore                                            | —                                                               |                                                                 |
| 1974  | Athletics d'Oakland                                             | 3-1                                                             | Orioles de Baltimore                                            | —                                                               |                                                                 |
| 1975  | Red Sox de Boston                                               | 3-0                                                             | Athletics d'Oakland                                             | —                                                               |                                                                 |
| 1976  | Yankees de New York                                             | 3-2                                                             | Royals de Kansas City                                           | —                                                               |                                                                 |
| 1977  | Yankees de New York                                             | 3-2                                                             | Royals de Kansas City                                           | —                                                               |                                                                 |
| 1978  | Yankees de New York                                             | 3-1                                                             | Royals de Kansas City                                           | —                                                               |                                                                 |
| 1979  | Orioles de Baltimore                                            | 3-1                                                             | Angels de la Californie                                         | —                                                               |                                                                 |
| 1980  | Royals de Kansas City                                           | 3-0                                                             | Yankees de New York                                             | Frank White                                                     |                                                                 |
| 1981  | Yankees de New York                                             | 3-0                                                             | Athletics d'Oakland                                             | Graig Nettles                                                   |                                                                 |
| 1982  | Brewers de Milwaukee                                            | 3-2                                                             | Angels de la Californie                                         | Fred Lynn                                                       |                                                                 |
| 1983  | Orioles de Baltimore                                            | 3-1                                                             | White Sox de Chicago                                            | Mike Boddicker                                                  |                                                                 |
| 1984  | Tigers de Détroit                                               | 3-0                                                             | Royals de Kansas City                                           | Kirk Gibson                                                     |                                                                 |
| 1985  | Royals de Kansas City                                           | 4-3                                                             | Blue Jays de Toronto                                            | George Brett                                                    |                                                                 |
| 1986  | Red Sox de Boston                                               | 4-3                                                             | Angels de la Californie                                         | Marty Barrett                                                   |                                                                 |
| 1987  | Twins du Minnesota                                              | 4-1                                                             | Tigers de Détroit                                               | Gary Gaetti                                                     |                                                                 |
| 1988  | Athletics d'Oakland                                             | 4-0                                                             | Red Sox de Boston                                               | Dennis Eckersley                                                |                                                                 |
| 1989  | Athletics d'Oakland                                             | 4-1                                                             | Blue Jays de Toronto                                            | Rickey Henderson                                                |                                                                 |
| 1990  | Athletics d'Oakland                                             | 4-0                                                             | Red Sox de Boston                                               | Dave Stewart                                                    |                                                                 |
| 1991  | Twins du Minnesota                                              | 4-1                                                             | Blue Jays de Toronto                                            | Kirby Puckett                                                   |                                                                 |
| 1992  | Blue Jays de Toronto                                            | 4-2                                                             | Athletics d'Oakland                                             | Roberto Alomar                                                  |                                                                 |
| 1993  | Blue Jays de Toronto                                            | 4-2                                                             | White Sox de Chicago                                            | Dave Stewart                                                    |                                                                 |
| 1994  | Séries éliminatoires annulées en raison d'une grève des joueurs | Séries éliminatoires annulées en raison d'une grève des joueurs | Séries éliminatoires annulées en raison d'une grève des joueurs | Séries éliminatoires annulées en raison d'une grève des joueurs | Séries éliminatoires annulées en raison d'une grève des joueurs |
| 1995  | Indians de Cleveland                                            | 4-2                                                             | Mariners de Seattle                                             | Orel Hershiser                                                  |                                                                 |
| 1996  | Yankees de New York                                             | 4-1                                                             | Orioles de Baltimore                                            | Bernie Williams                                                 |                                                                 |
| 1997  | Indians de Cleveland                                            | 4-2                                                             | Orioles de Baltimore                                            | Marquis Grissom                                                 |                                                                 |
| 1998  | Yankees de New York                                             | 4-2                                                             | Indians de Cleveland                                            | David Wells                                                     |                                                                 |
| 1999  | Yankees de New York                                             | 4-1                                                             | Red Sox de Boston                                               | Orlando Hernandez                                               |                                                                 |
| 2000  | Yankees de New York                                             | 4-2                                                             | Mariners de Seattle                                             | Dave Justice                                                    |                                                                 |
| 2001  | Yankees de New York                                             | 4-1                                                             | Mariners de Seattle                                             | Andy Pettitte                                                   |                                                                 |
| 2002  | Angels d'Anaheim                                                | 4-1                                                             | Twins du Minnesota                                              | Adam Kennedy                                                    |                                                                 |
| 2003  | Yankees de New York                                             | 4-3                                                             | Red Sox de Boston                                               | Mariano Rivera                                                  |                                                                 |
| 2004  | Red Sox de Boston                                               | 4-3                                                             | Yankees de New York                                             | David Ortiz                                                     |                                                                 |
| 2005  | White Sox de Chicago                                            | 4-1                                                             | Angels de Los Angeles                                           | Paul Konerko                                                    |                                                                 |
| 2006  | Tigers de Détroit                                               | 4-0                                                             | Athletics d'Oakland                                             | Plácido Polanco                                                 |                                                                 |
| 2007  | Red Sox de Boston                                               | 4-3                                                             | Indians de Cleveland                                            | Josh Beckett                                                    |                                                                 |
| 2008  | Rays de Tampa Bay                                               | 4-3                                                             | Red Sox de Boston                                               | Matt Garza                                                      |                                                                 |
| 2009  | Yankees de New York                                             | 4-2                                                             | Angels de Los Angeles                                           | C.C. Sabathia                                                   |                                                                 |
| 2010  | Rangers du Texas                                                | 4-2                                                             | Yankees de New York                                             | Josh Hamilton                                                   |                                                                 |
| 2011  | Rangers du Texas                                                | 4-2                                                             | Tigers de Détroit                                               | Nelson Cruz                                                     |                                                                 |
| 2012  | Tigers de Détroit                                               | 4-0                                                             | Yankees de New York                                             | Delmon Young                                                    |                                                                 |
| 2013  | Red Sox de Boston                                               | 4-2                                                             | Tigers de Détroit                                               | Koji Uehara                                                     |                                                                 |
| 2014  | Royals de Kansas City                                           | 4-0                                                             | Orioles de Baltimore                                            | Lorenzo Cain                                                    |                                                                 |
| 2015  | Royals de Kansas City                                           | 4-2                                                             | Blue Jays de Toronto                                            | Alcides Escobar                                                 |                                                                 |
| 2016  | Indians de Cleveland                                            | 4-1                                                             | Blue Jays de Toronto                                            | Andrew Miller                                                   |                                                                 |
| 2017  | Astros de Houston                                               | 4-3                                                             | Yankees de New York                                             | Justin Verlander                                                |                                                                 |
| 2018  | Red Sox de Boston                                               | 4-1                                                             | Astros de Houston                                               | Jackie Bradley, Jr.                                             |                                                                 |
| 2019  | Astros de Houston                                               | 4-2                                                             | Yankees de New York                                             | José Altuve                                                     |                                                                 |
| 2020  | Rays de Tampa Bay                                               | 4-3                                                             | Astros de Houston                                               | Randy Arozarena                                                 |                                                                 |
| 2021  | Astros de Houston                                               | 4-2                                                             | Red Sox de Boston                                               | Yordan Álvarez                                                  |                                                                 |
| 2022  | Astros de Houston                                               | 4-0                                                             | Yankees de New York                                             | Jeremy Peña                                                     |                                                                 |

## Palmarès par équipe

### Nombre de présences en Série de championnat de la Ligue américaine
Mis à jour après la saison 2022 :
| Équipe                 | Séries | Victoires | Défaites |
| ---------------------- | ------ | --------- | -------- |
| Yankees de New York    | 18     | 11        | 7        |
| Red Sox de Boston      | 12     | 6         | 6        |
| Athletics d'Oakland    | 11     | 6         | 5        |
| Orioles de Baltimore   | 10     | 5         | 5        |
| Royals de Kansas City  | 8      | 4         | 4        |
| Tigers de Détroit      | 7      | 3         | 4        |
| Blue Jays de Toronto   | 7      | 2         | 5        |
| Astros de Houston      | 6      | 4         | 2        |
| Angels de Los Angeles  | 6      | 1         | 5        |
| Guardians de Cleveland | 5      | 3         | 2        |
| Twins du Minnesota     | 5      | 2         | 3        |
| White Sox de Chicago   | 3      | 1         | 2        |
| Mariners de Seattle    | 3      | 0         | 3        |
| Rangers du Texas       | 2      | 2         | 0        |
| Rays de Tampa Bay      | 2      | 2         | 0        |
| Brewers de Milwaukee   | 1      | 1         | 0        |
| Pilots de Seattle      | 0      | 0         | 0        |
| Senators de Washington | 0      | 0         | 0        |

### Matchs de Série de championnat joués
Mis à jour après la saison 2022 :
| Équipe                 | Matchs | Gagné | Perdu | %    |
| ---------------------- | ------ | ----- | ----- | ---- |
| Yankees de New York    | 94     | 50    | 44    | ,532 |
| Red Sox de Boston      | 68     | 32    | 36    | ,471 |
| Athletics d'Oakland    | 46     | 23    | 23    | ,500 |
| Orioles de Baltimore   | 41     | 21    | 20    | ,512 |
| Blue Jays de Toronto   | 40     | 16    | 24    | ,400 |
| Royals de Kansas City  | 37     | 20    | 17    | ,541 |
| Astros de Houston      | 35     | 20    | 15    | ,571 |
| Tigers de Détroit      | 33     | 18    | 15    | ,588 |
| Angels de Los Angeles  | 32     | 13    | 19    | ,406 |
| Guardians de Cleveland | 30     | 17    | 13    | ,567 |
| Twins du Minnesota     | 21     | 9     | 12    | ,428 |
| Mariners de Seattle    | 17     | 5     | 12    | ,294 |
| White Sox de Chicago   | 15     | 7     | 8     | ,467 |
| Rays de Tampa Bay      | 14     | 8     | 6     | ,571 |
| Rangers du Texas       | 12     | 8     | 4     | ,667 |
| Brewers de Milwaukee   | 5      | 3     | 2     | ,600 |
| Pilots de Seattle      | 0      | 0     | 0     | ,000 |
| Senators de Washington | 0      | 0     | 0     | ,000 |